# Millingen aan de Rijn
Millingen aan de Rijn  è una località un'ex-municipalità dei Paesi Bassi situata nella provincia della Gheldria. Soppressa il 1º gennaio 2015, il suo territorio, assieme a quello delle ex-municipalità di Ubbergen e Groesbeek, è andato a formare la nuova municipalità di Berg en Dal.